# Nucę, gwiżdżę sobie
Nucę, gwiżdżę sobie – czwarty promo singel z albumu „Caminho” Doroty Miśkiewicz wydany w 2009 roku. Muzykę do piosenki napisali: Dorota Miśkiewicz i Marek Napiórkowski, słowa: Dorota Miśkiewicz i Michał Rusinek.

## Listy przebojów
| Lista przebojów                                 | Debiut (pozycja [data]) | Pobyt (tygodnie) | Najwyższa pozycja |
| ----------------------------------------------- | ----------------------- | ---------------- | ----------------- |
| Lista przebojów Marka Niedźwieckiego            | 39 (20.03.2009)         | 6                | 21                |
| LP3                                             | 44 (13.04.2009)         | 18               | 2                 |
| Lista Przebojów Polskiego Radia Pomorza i Kujaw | 28 (05.04.2009)         | 3                | 27                |